# Tambon
Tambon (en tailandés: ตำบล) es una unidad adimistrativa territorial de Tailandia por debajo de los distritos (amphoe) y de las provincias (changwat), y forman la tercera subdivisión administrativa del territorio. En el censo de 2000 se contabilizaron 7.254 tambon, sin tener en cuenta los 154 kwaeng de la capital, Bangkok, que se encuentran en el mismo nivel administrativo. 
Se pueden considerar comunas o subdistritos de los amphoe. Los tambon se subdividen a su vez en muban, poblados, de los que hay registrados 69.037, alrededor de 10 por tambon. Los que se encuentran dentro de las ciudades y pueblos no se subdividen en poblados, sino en comunidades denominadas chumchon.
La administración del tambon se corresponde con un Consejo o Autoridad Administrativa del Tambon (en tailandés:องค์การบริหารส่วนตำบล) formado por dos representantes de cada muban.
- Datos: Q1077097
- Multimedia: Tambon of Thailand / Q1077097